# Gianna Olinda Cadonau
Gianna Olinda Cadonau (* 1983 in Panaji, Indien) ist eine Schweizer Schriftstellerin bündnerromanischer und deutscher Sprache. 

## Leben/Arbeit
Gianna Olinda Cadonau wurde in Panaji, Goa geboren und wuchs bei einem Lehrerpaar in Scuol auf. Sie besuchte das Hochalpine Institut in Ftan und studierte in Genf Internationale Beziehungen und in Winterthur Kulturmanagement.
Cadonau ist bei der Lia Rumantscha für die Kulturförderung verantwortlich und Mitglied der Kulturkommissionen des Kantons Graubünden und der Stadt Chur. Nebenamtlich ist sie Stiftungsratsmitglied der Fundaziun Gion Antoni Derungs, Mitglied der Programmkommission der Casa della Letteratura per la Svizzera italiana und Redaktionsmitglied für Rätoromanisch beim Jahrbuch der Schweizer Literaturen Viceversa Literatur. Von 2011 bis 2023 leitete sie im Kopräsidium mit Anna Serarda Campell das Kulturtheater La Vouta in Lavin.
Cadonau ist verheiratet; das Ehepaar hat einen Sohn. Cadonau lebt in Chur.

## Werk
Im Jahr 2016 veröffentlichte Cadonau, mit der ihre Mutter schweizerdeutsch und der Vater romanisch redete, den zweisprachigen Lyrikband Ultim’ura da la not / Letzte Stunde der Nacht (Rätoromanisch und Deutsch) im Verlag editionmevinapuorger (ISBN 978-3-9524584-1-9), 2020 folgte im selben Verlag ein zweiter Gedichtband pajais in uondas / wiegendes Land (Rätoromanisch, Deutsch, Englisch, Französisch) (ISBN 978-3-9525233-0-8). 
Im 2023 erschien im Westschweizer Verlag Editions Les Troglodytes der Gedichtband 5 idioms 5 dunnas (ISBN 978-2-9701678-0-8), worin Cadonau zusammen mit vier weiteren Autorinnen romanische Gedichte in den fünf rätoromanischen Idiomen mit französischen Übersetzungen veröffentlichte. 
Ebenfalls im 2023 erschien ihr erster Roman Feuerlilie beim Lenos Verlag, Basel. Feuerlilie wurde 2022 mit dem Studer/Ganz-Preis für das beste unveröffentlichte deutschsprachige Manuskript ausgezeichnet. 
Cadonau schreibt regelmässig für die Radiosendung Impuls des Senders Radiotelevisiun Svizra rumantscha. Gedichte und Kurzgeschichten erschienen unter anderem im Magazin Terra Grischuna, in Litteratura (Jahrbuch der rätoromanischen Literatur, herausgegeben von der Uniun per la Litteratura rumantscha) und in Anthologien.

## Auszeichnungen
- 2017: Preis Terra Nova der Schweizerischen Schillerstiftung für Ultim’ura da la not / Letzte Stunde der Nacht[5]
- 2022: Studer/Ganz-Preis für Feuerlilie[7]